# Volta ao Algarve de 2022
A 48.ª edição da competição ciclista Volta ao Algarve foi uma corrida de ciclismo de estrada por etapas que se celebrou entre a 16 e a 20 de fevereiro de 2022 em Portugal com início na cidade de Portimão e final na cidade de Loulé no Alto do Malhão, sobre uma distância total de 795,8 quilómetros.
A corrida fez parte do do UCI ProSeries de 2022, calendário ciclístico mundial de segunda divisão, dentro da categoria UCI 2.pro e foi vencida pelo belga Remco Evenepoel do Quick-Step Alpha Vinyl. Completaram o pódio, como segundo e terceiro classificado respectivamente, o estado-unidense Brandon McNulty do UAE Emirates e o colombiano Daniel Felipe Martínez do Ineos Grenadiers.

## Equipas participantes
Tomaram parte na corrida 25 equipas: 10 de categoria UCI WorldTeam convidados pela organização, 5 de categoria UCI ProTeam e 10 de categoria Continental. Formaram assim um pelotão de 167 ciclistas dos que acabaram 133. As equipas participantes foram:
| Equipes WorldTeam (10)- Quick-Step Alpha Vinyl - Ineos Grenadiers - Jumbo-Visma - UAE Team Emirates - Bora-Hansgrohe - Astana Qazaqstan Team - Intermarché-Wanty-Gobert Matériaux - Groupama-FDJ - Trek-Segafredo - Cofidis Equipes ProTeam (5)- Alpecin-Fenix - Caja Rural-Seguros RGA - Euskaltel-Euskadi - Human Powered Health - Arkéa-Samsic Equipes Continentais (10)- Atum General-Tavira-Maria Nova Hotel - Aviludo-Louletano-Loulé Concelho - Efapel Cycling - ABTF Betão-Feirense - Glassdrive-Q8-Anicolor - Kelly-InOutBuild-UD Oliveirense - LA Alumínios-Credibom-Marcos Car - Rádio Popular-Paredes-Boavista - Tavfer-Mortágua-Ovos Matinados - W52-FC Porto |
| |

## Percorrido
A Volta ao Algarve dispôs de cinco etapas dividido em duas etapas escarpadas, uma etapa em media montanha, uma contrarrelógio individual, e uma etapa de alta montanha na última etapa, para um percurso total de 754,71 quilómetros.
| Etapa | Data    | Percurso                            | type                      | Distância (km) | Elevação (m) | Vencedor        | Líder geral     |
| ----- | ------- | ----------------------------------- | ------------------------- | -------------- | ------------ | --------------- | --------------- |
| 1     | 16 fev. | Portimão – Lagos                    | etapa escarpada           | 199,1          | 2 834 m      | Fabio Jakobsen  | Fabio Jakobsen  |
| 2     | 17 fev. | Albufeira – Foia                    | alta montanha             | 182,4          | 4 857 m      | David Gaudu     | David Gaudu     |
| 3     | 18 fev. | Almodôvar – Faro                    | etapa escarpada           | 209,1          | 2 483 m      | Fabio Jakobsen  | David Gaudu     |
| 4     | 19 fev. | Vila Real de Santo António – Tavira | contrarrelógio individual | 32,2           | 407 m        | Remco Evenepoel | Remco Evenepoel |
| 5     | 20 fev. | Lagoa – Alto do Malhão              | média montanha            | 173            | 3 612 m      | Sergio Higuita  | Remco Evenepoel |

## Desenvolvimento da corrida

### 1.ª etapa
| Portimão - Lagos | etapa escarpada | (199,1 km) |

| \| Classificação por etapas \| Classificação por etapas \| Classificação por etapas \| Classificação por etapas \| Classificação por etapas \| \| Ciclista \| Ciclista \| Equipe \| Tempo \| \| \| ------------------------ \| ------------------------ \| ---------------------------------- \| ------------------------ \| ------------------------ \| \| 1. \| Fabio Jakobsen \| Quick-Step Alpha Vinyl \| 4h56m29s \| \| \| 2. \| Bryan Coquard \| Cofidis \| + 0s \| \| \| 3. \| Alexander Kristoff \| Intermarché-Wanty-Gobert Matériaux \| + 0s \| \| \| 4. \| Michele Gazzoli \| Astana Qazaqstan Team \| + 0s \| \| \| 5. \| Rui Oliveira \| UAE Team Emirates \| + 0s \| \| \| 6. \| Bert Van Lerberghe \| Quick-Step Alpha Vinyl \| + 0s \| \| \| 7. \| Remco Evenepoel \| Quick-Step Alpha Vinyl \| + 0s \| \| \| 8. \| Nils Politt \| Bora-Hansgrohe \| + 0s \| \| \| 9. \| Brandon McNulty \| UAE Team Emirates \| + 0s \| \| \| 10. \| Tobias Foss \| Jumbo-Visma \| + 0s \| \| |                    |                                    |          |
| |                    |                                    |          |
| Fonte: ProCyclingStats |                    |                                    |          |
| Classificação por etapas |                    |                                    |          |
| Ciclista | Ciclista           | Equipe                             | Tempo    |
| 1. | Fabio Jakobsen     | Quick-Step Alpha Vinyl             | 4h56m29s |
| 2. | Bryan Coquard      | Cofidis                            | + 0s     |
| 3. | Alexander Kristoff | Intermarché-Wanty-Gobert Matériaux | + 0s     |
| 4. | Michele Gazzoli    | Astana Qazaqstan Team              | + 0s     |
| 5. | Rui Oliveira       | UAE Team Emirates                  | + 0s     |
| 6. | Bert Van Lerberghe | Quick-Step Alpha Vinyl             | + 0s     |
| 7. | Remco Evenepoel    | Quick-Step Alpha Vinyl             | + 0s     |
| 8. | Nils Politt        | Bora-Hansgrohe                     | + 0s     |
| 9. | Brandon McNulty    | UAE Team Emirates                  | + 0s     |
| 10. | Tobias Foss        | Jumbo-Visma                        | + 0s     |

| \| Classificação geral \| Classificação geral \| Classificação geral \| Classificação geral \| Classificação geral \| \| Ciclista \| Ciclista \| Equipe \| Tempo \| \| \| ------------------- \| ------------------- \| ---------------------------------- \| ------------------- \| ------------------- \| \| 1. \| Fabio Jakobsen \| Quick-Step Alpha Vinyl \| 4h56m29s \| \| \| 2. \| Bryan Coquard \| Cofidis \| + 0s \| \| \| 3. \| Alexander Kristoff \| Intermarché-Wanty-Gobert Matériaux \| + 0s \| \| \| 4. \| Michele Gazzoli \| Astana Qazaqstan Team \| + 0s \| \| \| 5. \| Rui Oliveira \| UAE Team Emirates \| + 0s \| \| \| 6. \| Bert Van Lerberghe \| Quick-Step Alpha Vinyl \| + 0s \| \| \| 7. \| Remco Evenepoel \| Quick-Step Alpha Vinyl \| + 0s \| \| \| 8. \| Nils Politt \| Bora-Hansgrohe \| + 0s \| \| \| 9. \| Brandon McNulty \| UAE Team Emirates \| + 0s \| \| \| 10. \| Tobias Foss \| Jumbo-Visma \| + 0s \| \| |                    |                                    |          |
| |                    |                                    |          |
| Fonte: ProCyclingStats |                    |                                    |          |
| Classificação geral |                    |                                    |          |
| Ciclista | Ciclista           | Equipe                             | Tempo    |
| 1. | Fabio Jakobsen     | Quick-Step Alpha Vinyl             | 4h56m29s |
| 2. | Bryan Coquard      | Cofidis                            | + 0s     |
| 3. | Alexander Kristoff | Intermarché-Wanty-Gobert Matériaux | + 0s     |
| 4. | Michele Gazzoli    | Astana Qazaqstan Team              | + 0s     |
| 5. | Rui Oliveira       | UAE Team Emirates                  | + 0s     |
| 6. | Bert Van Lerberghe | Quick-Step Alpha Vinyl             | + 0s     |
| 7. | Remco Evenepoel    | Quick-Step Alpha Vinyl             | + 0s     |
| 8. | Nils Politt        | Bora-Hansgrohe                     | + 0s     |
| 9. | Brandon McNulty    | UAE Team Emirates                  | + 0s     |
| 10. | Tobias Foss        | Jumbo-Visma                        | + 0s     |

### 2.ª etapa
| Albufeira - Foia | alta montanha | (182,4 km) |

| \| Classificação por etapas \| Classificação por etapas \| Classificação por etapas \| Classificação por etapas \| Classificação por etapas \| \| Ciclista \| Ciclista \| Equipe \| Tempo \| \| \| ------------------------ \| ------------------------ \| ---------------------------------- \| ------------------------ \| ------------------------ \| \| 1. \| David Gaudu \| Groupama-FDJ \| 4h50m51s \| \| \| 2. \| Samuele Battistella \| Astana Qazaqstan Team \| + 1s \| \| \| 3. \| Ethan Hayter \| Ineos Grenadiers \| + 1s \| \| \| 4. \| Brandon McNulty \| UAE Team Emirates \| + 1s \| \| \| 5. \| Daniel Felipe Martínez \| Ineos Grenadiers \| + 1s \| \| \| 6. \| Remco Evenepoel \| Quick-Step Alpha Vinyl \| + 1s \| \| \| 7. \| Julien Bernard \| Trek-Segafredo \| + 1s \| \| \| 8. \| Georg Zimmermann \| Intermarché-Wanty-Gobert Matériaux \| + 1s \| \| \| 9. \| Tony Gallopin \| Trek-Segafredo \| + 1s \| \| \| 10. \| Sven Erik Bystrøm \| Intermarché-Wanty-Gobert Matériaux \| + 1s \| \| |                        |                                    |          |
| |                        |                                    |          |
| Fonte: ProCyclingStats |                        |                                    |          |
| Classificação por etapas |                        |                                    |          |
| Ciclista | Ciclista               | Equipe                             | Tempo    |
| 1. | David Gaudu            | Groupama-FDJ                       | 4h50m51s |
| 2. | Samuele Battistella    | Astana Qazaqstan Team              | + 1s     |
| 3. | Ethan Hayter           | Ineos Grenadiers                   | + 1s     |
| 4. | Brandon McNulty        | UAE Team Emirates                  | + 1s     |
| 5. | Daniel Felipe Martínez | Ineos Grenadiers                   | + 1s     |
| 6. | Remco Evenepoel        | Quick-Step Alpha Vinyl             | + 1s     |
| 7. | Julien Bernard         | Trek-Segafredo                     | + 1s     |
| 8. | Georg Zimmermann       | Intermarché-Wanty-Gobert Matériaux | + 1s     |
| 9. | Tony Gallopin          | Trek-Segafredo                     | + 1s     |
| 10. | Sven Erik Bystrøm      | Intermarché-Wanty-Gobert Matériaux | + 1s     |

| \| Classificação geral \| Classificação geral \| Classificação geral \| Classificação geral \| Classificação geral \| \| Ciclista \| Ciclista \| Equipe \| Tempo \| \| \| ------------------- \| ---------------------- \| ---------------------------------- \| ------------------- \| ------------------- \| \| 1. \| David Gaudu \| Groupama-FDJ \| 9h47m20s \| \| \| 2. \| Brandon McNulty \| UAE Team Emirates \| + 1s \| \| \| 3. \| Remco Evenepoel \| Quick-Step Alpha Vinyl \| + 1s \| \| \| 4. \| Ethan Hayter \| Ineos Grenadiers \| + 1s \| \| \| 5. \| Daniel Felipe Martínez \| Ineos Grenadiers \| + 1s \| \| \| 6. \| Julien Bernard \| Trek-Segafredo \| + 1s \| \| \| 7. \| Sven Erik Bystrøm \| Intermarché-Wanty-Gobert Matériaux \| + 1s \| \| \| 8. \| Tony Gallopin \| Trek-Segafredo \| + 8s \| \| \| 9. \| Thomas Pidcock \| Ineos Grenadiers \| + 17s \| \| \| 10. \| Dylan van Baarle \| Ineos Grenadiers \| + 18s \| \| |                        |                                    |          |
| |                        |                                    |          |
| Fonte: ProCyclingStats |                        |                                    |          |
| Classificação geral |                        |                                    |          |
| Ciclista | Ciclista               | Equipe                             | Tempo    |
| 1. | David Gaudu            | Groupama-FDJ                       | 9h47m20s |
| 2. | Brandon McNulty        | UAE Team Emirates                  | + 1s     |
| 3. | Remco Evenepoel        | Quick-Step Alpha Vinyl             | + 1s     |
| 4. | Ethan Hayter           | Ineos Grenadiers                   | + 1s     |
| 5. | Daniel Felipe Martínez | Ineos Grenadiers                   | + 1s     |
| 6. | Julien Bernard         | Trek-Segafredo                     | + 1s     |
| 7. | Sven Erik Bystrøm      | Intermarché-Wanty-Gobert Matériaux | + 1s     |
| 8. | Tony Gallopin          | Trek-Segafredo                     | + 8s     |
| 9. | Thomas Pidcock         | Ineos Grenadiers                   | + 17s    |
| 10. | Dylan van Baarle       | Ineos Grenadiers                   | + 18s    |

### 3.ª etapa
| Almodôvar - Faro | etapa escarpada | (209,1 km) |

| \| Classificação por etapas \| Classificação por etapas \| Classificação por etapas \| Classificação por etapas \| Classificação por etapas \| \| Ciclista \| Ciclista \| Equipe \| Tempo \| \| \| ------------------------ \| ------------------------ \| ---------------------------------- \| ------------------------ \| ------------------------ \| \| 1. \| Fabio Jakobsen \| Quick-Step Alpha Vinyl \| 4h54m51s \| \| \| 2. \| Tim Merlier \| Alpecin-Fenix \| + 0s \| \| \| 3. \| Bryan Coquard \| Cofidis \| + 0s \| \| \| 4. \| Alexander Kristoff \| Intermarché-Wanty-Gobert Matériaux \| + 0s \| \| \| 5. \| Hugo Hofstetter \| Arkéa-Samsic \| + 0s \| \| \| 6. \| Clément Russo \| Arkéa-Samsic \| + 0s \| \| \| 7. \| Jordi Meeus \| Bora-Hansgrohe \| + 0s \| \| \| 8. \| Michele Gazzoli \| Astana Qazaqstan Team \| + 0s \| \| \| 9. \| Colin Joyce \| Human Powered Health \| + 0s \| \| \| 10. \| Leangel Linarez \| Tavfer-Mortágua-Ovos Matinados \| + 0s \| \| |                    |                                    |          |
| |                    |                                    |          |
| Fonte: ProCyclingStats |                    |                                    |          |
| Classificação por etapas |                    |                                    |          |
| Ciclista | Ciclista           | Equipe                             | Tempo    |
| 1. | Fabio Jakobsen     | Quick-Step Alpha Vinyl             | 4h54m51s |
| 2. | Tim Merlier        | Alpecin-Fenix                      | + 0s     |
| 3. | Bryan Coquard      | Cofidis                            | + 0s     |
| 4. | Alexander Kristoff | Intermarché-Wanty-Gobert Matériaux | + 0s     |
| 5. | Hugo Hofstetter    | Arkéa-Samsic                       | + 0s     |
| 6. | Clément Russo      | Arkéa-Samsic                       | + 0s     |
| 7. | Jordi Meeus        | Bora-Hansgrohe                     | + 0s     |
| 8. | Michele Gazzoli    | Astana Qazaqstan Team              | + 0s     |
| 9. | Colin Joyce        | Human Powered Health               | + 0s     |
| 10. | Leangel Linarez    | Tavfer-Mortágua-Ovos Matinados     | + 0s     |

| \| Classificação geral \| Classificação geral \| Classificação geral \| Classificação geral \| Classificação geral \| \| Ciclista \| Ciclista \| Equipe \| Tempo \| \| \| ------------------- \| ---------------------- \| ---------------------------------- \| ------------------- \| ------------------- \| \| 1. \| David Gaudu \| Groupama-FDJ \| 14h42m11s \| \| \| 2. \| Brandon McNulty \| UAE Team Emirates \| + 1s \| \| \| 3. \| Ethan Hayter \| Ineos Grenadiers \| + 1s \| \| \| 4. \| Remco Evenepoel \| Quick-Step Alpha Vinyl \| + 1s \| \| \| 5. \| Sven Erik Bystrøm \| Intermarché-Wanty-Gobert Matériaux \| + 1s \| \| \| 6. \| Julien Bernard \| Trek-Segafredo \| + 1s \| \| \| 7. \| Daniel Felipe Martínez \| Ineos Grenadiers \| + 1s \| \| \| 8. \| Tony Gallopin \| Trek-Segafredo \| + 8s \| \| \| 9. \| Thomas Pidcock \| Ineos Grenadiers \| + 17s \| \| \| 10. \| Dylan van Baarle \| Ineos Grenadiers \| + 18s \| \| |                        |                                    |           |
| |                        |                                    |           |
| Fonte: ProCyclingStats |                        |                                    |           |
| Classificação geral |                        |                                    |           |
| Ciclista | Ciclista               | Equipe                             | Tempo     |
| 1. | David Gaudu            | Groupama-FDJ                       | 14h42m11s |
| 2. | Brandon McNulty        | UAE Team Emirates                  | + 1s      |
| 3. | Ethan Hayter           | Ineos Grenadiers                   | + 1s      |
| 4. | Remco Evenepoel        | Quick-Step Alpha Vinyl             | + 1s      |
| 5. | Sven Erik Bystrøm      | Intermarché-Wanty-Gobert Matériaux | + 1s      |
| 6. | Julien Bernard         | Trek-Segafredo                     | + 1s      |
| 7. | Daniel Felipe Martínez | Ineos Grenadiers                   | + 1s      |
| 8. | Tony Gallopin          | Trek-Segafredo                     | + 8s      |
| 9. | Thomas Pidcock         | Ineos Grenadiers                   | + 17s     |
| 10. | Dylan van Baarle       | Ineos Grenadiers                   | + 18s     |

### 4.ª etapa
| Vila Real de Santo António - Tavira | contrarrelógio individual | (32,2 km) |

| \| Classificação por etapas \| Classificação por etapas \| Classificação por etapas \| Classificação por etapas \| Classificação por etapas \| \| Ciclista \| Ciclista \| Equipe \| Tempo \| \| \| ------------------------ \| ------------------------ \| ------------------------ \| ------------------------ \| ------------------------ \| \| 1. \| Remco Evenepoel \| Quick-Step Alpha Vinyl \| 37m49s \| \| \| 2. \| Stefan Küng \| Groupama-FDJ \| + 58s \| \| \| 3. \| Ethan Hayter \| Ineos Grenadiers \| + 1m06s \| \| \| 4. \| Tobias Foss \| Jumbo-Visma \| + 1m11s \| \| \| 5. \| Brandon McNulty \| UAE Team Emirates \| + 1m25s \| \| \| 6. \| Thibault Guernalec \| Arkéa-Samsic \| + 1m27s \| \| \| 7. \| Daniel Felipe Martínez \| Ineos Grenadiers \| + 1m30s \| \| \| 8. \| Daan Hoole \| Trek-Segafredo \| + 1m38s \| \| \| 9. \| David Gaudu \| Groupama-FDJ \| + 2m09s \| \| \| 10. \| Connor Swift \| Arkéa-Samsic \| + 2m12s \| \| |                        |                        |         |
| |                        |                        |         |
| Fonte: ProCyclingStats |                        |                        |         |
| Classificação por etapas |                        |                        |         |
| Ciclista | Ciclista               | Equipe                 | Tempo   |
| 1. | Remco Evenepoel        | Quick-Step Alpha Vinyl | 37m49s  |
| 2. | Stefan Küng            | Groupama-FDJ           | + 58s   |
| 3. | Ethan Hayter           | Ineos Grenadiers       | + 1m06s |
| 4. | Tobias Foss            | Jumbo-Visma            | + 1m11s |
| 5. | Brandon McNulty        | UAE Team Emirates      | + 1m25s |
| 6. | Thibault Guernalec     | Arkéa-Samsic           | + 1m27s |
| 7. | Daniel Felipe Martínez | Ineos Grenadiers       | + 1m30s |
| 8. | Daan Hoole             | Trek-Segafredo         | + 1m38s |
| 9. | David Gaudu            | Groupama-FDJ           | + 2m09s |
| 10. | Connor Swift           | Arkéa-Samsic           | + 2m12s |

| \| Classificação geral \| Classificação geral \| Classificação geral \| Classificação geral \| Classificação geral \| \| Ciclista \| Ciclista \| Equipe \| Tempo \| \| \| ------------------- \| ---------------------- \| ---------------------------------- \| ------------------- \| ------------------- \| \| 1. \| Remco Evenepoel \| Quick-Step Alpha Vinyl \| 15h20m01s \| \| \| 2. \| Ethan Hayter \| Ineos Grenadiers \| + 1m06s \| \| \| 3. \| Brandon McNulty \| UAE Team Emirates \| + 1m25s \| \| \| 4. \| Daniel Felipe Martínez \| Ineos Grenadiers \| + 1m30s \| \| \| 5. \| Stefan Küng \| Groupama-FDJ \| + 1m43s \| \| \| 6. \| Tobias Foss \| Jumbo-Visma \| + 1m51s \| \| \| 7. \| David Gaudu \| Groupama-FDJ \| + 2m08s \| \| \| 8. \| Thibault Guernalec \| Arkéa-Samsic \| + 2m08s \| \| \| 9. \| Dylan van Baarle \| Ineos Grenadiers \| + 2m37s \| \| \| 10. \| Sven Erik Bystrøm \| Intermarché-Wanty-Gobert Matériaux \| + 2m40s \| \| |                        |                                    |           |
| |                        |                                    |           |
| Fonte: ProCyclingStats |                        |                                    |           |
| Classificação geral |                        |                                    |           |
| Ciclista | Ciclista               | Equipe                             | Tempo     |
| 1. | Remco Evenepoel        | Quick-Step Alpha Vinyl             | 15h20m01s |
| 2. | Ethan Hayter           | Ineos Grenadiers                   | + 1m06s   |
| 3. | Brandon McNulty        | UAE Team Emirates                  | + 1m25s   |
| 4. | Daniel Felipe Martínez | Ineos Grenadiers                   | + 1m30s   |
| 5. | Stefan Küng            | Groupama-FDJ                       | + 1m43s   |
| 6. | Tobias Foss            | Jumbo-Visma                        | + 1m51s   |
| 7. | David Gaudu            | Groupama-FDJ                       | + 2m08s   |
| 8. | Thibault Guernalec     | Arkéa-Samsic                       | + 2m08s   |
| 9. | Dylan van Baarle       | Ineos Grenadiers                   | + 2m37s   |
| 10. | Sven Erik Bystrøm      | Intermarché-Wanty-Gobert Matériaux | + 2m40s   |

### 5.ª etapa
| Lagoa - Alto do Malhão | média montanha | (173 km) |

| \| Classificação por etapas \| Classificação por etapas \| Classificação por etapas \| Classificação por etapas \| Classificação por etapas \| \| Ciclista \| Ciclista \| Equipe \| Tempo \| \| \| ------------------------ \| ------------------------ \| ---------------------------------- \| ------------------------ \| ------------------------ \| \| 1. \| Sergio Higuita \| Bora-Hansgrohe \| 4h14m53s \| \| \| 2. \| Daniel Felipe Martínez \| Ineos Grenadiers \| + 0s \| \| \| 3. \| Brandon McNulty \| UAE Team Emirates \| + 1s \| \| \| 4. \| David Gaudu \| Groupama-FDJ \| + 1s \| \| \| 5. \| Remco Evenepoel \| Quick-Step Alpha Vinyl \| + 9s \| \| \| 6. \| Tobias Foss \| Jumbo-Visma \| + 22s \| \| \| 7. \| Jay Vine \| Alpecin-Fenix \| + 22s \| \| \| 8. \| Frederico Figueiredo \| Glassdrive-Q8-Anicolor \| + 40s \| \| \| 9. \| Sven Erik Bystrøm \| Intermarché-Wanty-Gobert Matériaux \| + 42s \| \| \| 10. \| Ethan Hayter \| Ineos Grenadiers \| + 42s \| \| |                        |                                    |          |
| |                        |                                    |          |
| Fonte: ProCyclingStats |                        |                                    |          |
| Classificação por etapas |                        |                                    |          |
| Ciclista | Ciclista               | Equipe                             | Tempo    |
| 1. | Sergio Higuita         | Bora-Hansgrohe                     | 4h14m53s |
| 2. | Daniel Felipe Martínez | Ineos Grenadiers                   | + 0s     |
| 3. | Brandon McNulty        | UAE Team Emirates                  | + 1s     |
| 4. | David Gaudu            | Groupama-FDJ                       | + 1s     |
| 5. | Remco Evenepoel        | Quick-Step Alpha Vinyl             | + 9s     |
| 6. | Tobias Foss            | Jumbo-Visma                        | + 22s    |
| 7. | Jay Vine               | Alpecin-Fenix                      | + 22s    |
| 8. | Frederico Figueiredo   | Glassdrive-Q8-Anicolor             | + 40s    |
| 9. | Sven Erik Bystrøm      | Intermarché-Wanty-Gobert Matériaux | + 42s    |
| 10. | Ethan Hayter           | Ineos Grenadiers                   | + 42s    |

## Classificações finais
- As classificações finalizaram da seguinte forma:[4]

### Classificação geral
| \| Classificação geral \| Classificação geral \| Classificação geral \| Classificação geral \| Classificação geral \| \| Ciclista \| Ciclista \| Equipe \| Tempo \| \| \| ------------------- \| ---------------------- \| ---------------------------------- \| ------------------- \| ------------------- \| \| 1. \| Remco Evenepoel \| Quick-Step Alpha Vinyl \| 19h35m03s \| \| \| 2. \| Brandon McNulty \| UAE Team Emirates \| + 1m17s \| \| \| 3. \| Daniel Felipe Martínez \| Ineos Grenadiers \| + 1m21s \| \| \| 4. \| Ethan Hayter \| Ineos Grenadiers \| + 1m39s \| \| \| 5. \| David Gaudu \| Groupama-FDJ \| + 2m00s \| \| \| 6. \| Tobias Foss \| Jumbo-Visma \| + 2m04s \| \| \| 7. \| Stefan Küng \| Groupama-FDJ \| + 2m16s \| \| \| 8. \| Thibault Guernalec \| Arkéa-Samsic \| + 2m41s \| \| \| 9. \| Sven Erik Bystrøm \| Intermarché-Wanty-Gobert Matériaux \| + 3m13s \| \| \| 10. \| Dylan van Baarle \| Ineos Grenadiers \| + 3m38s \| \| |                        |                                    |           |
| |                        |                                    |           |
| Fonte: ProCyclingStats |                        |                                    |           |
| Classificação geral |                        |                                    |           |
| Ciclista | Ciclista               | Equipe                             | Tempo     |
| 1. | Remco Evenepoel        | Quick-Step Alpha Vinyl             | 19h35m03s |
| 2. | Brandon McNulty        | UAE Team Emirates                  | + 1m17s   |
| 3. | Daniel Felipe Martínez | Ineos Grenadiers                   | + 1m21s   |
| 4. | Ethan Hayter           | Ineos Grenadiers                   | + 1m39s   |
| 5. | David Gaudu            | Groupama-FDJ                       | + 2m00s   |
| 6. | Tobias Foss            | Jumbo-Visma                        | + 2m04s   |
| 7. | Stefan Küng            | Groupama-FDJ                       | + 2m16s   |
| 8. | Thibault Guernalec     | Arkéa-Samsic                       | + 2m41s   |
| 9. | Sven Erik Bystrøm      | Intermarché-Wanty-Gobert Matériaux | + 3m13s   |
| 10. | Dylan van Baarle       | Ineos Grenadiers                   | + 3m38s   |

### Classificação da montanha
| Classificação da montanha | Classificação da montanha | Classificação da montanha      | Classificação da montanha | Classificação da montanha |
| Ciclista                  | Ciclista                  | Equipe                         | Pontos                    |                           |
| ------------------------- | ------------------------- | ------------------------------ | ------------------------- | ------------------------- |
| 1.                        | João Matias               | Tavfer-Mortágua-Ovos Matinados | 15 pts                    |                           |
| 2.                        | David Gaudu               | Groupama-FDJ                   | 12 pts                    |                           |
| 3.                        | Dries De Bondt            | Alpecin-Fenix                  | 10 pts                    |                           |
| 4.                        | Ethan Hayter              | Ineos Grenadiers               | 9 pts                     |                           |
| 5.                        | Brandon McNulty           | UAE Team Emirates              | 7 pts                     |                           |
| 6.                        | Jonathan Castroviejo      | Ineos Grenadiers               | 7 pts                     |                           |
| 7.                        | Sergio Higuita            | Bora-Hansgrohe                 | 6 pts                     |                           |
| 8.                        | Ben Tulett                | Ineos Grenadiers               | 6 pts                     |                           |
| 9.                        | Daniel Felipe Martínez    | Ineos Grenadiers               | 6 pts                     |                           |
| 10.                       | José Fernandes            | W52-FC Porto                   | 4 pts                     |                           |

### Classificação dos pontos
| Classificação por pontos | Classificação por pontos | Classificação por pontos           | Classificação por pontos | Classificação por pontos |
| Ciclista                 | Ciclista                 | Equipe                             | Pontos                   |                          |
| ------------------------ | ------------------------ | ---------------------------------- | ------------------------ | ------------------------ |
| 1.                       | Fabio Jakobsen           | Quick-Step Alpha Vinyl             | 51 pts                   |                          |
| 2.                       | Bryan Coquard            | Cofidis                            | 36 pts                   |                          |
| 3.                       | Alexander Kristoff       | Intermarché-Wanty-Gobert Matériaux | 29 pts                   |                          |
| 4.                       | David Gaudu              | Groupama-FDJ                       | 23 pts                   |                          |
| 5.                       | Brandon McNulty          | UAE Team Emirates                  | 20 pts                   |                          |
| 6.                       | Tim Merlier              | Alpecin-Fenix                      | 20 pts                   |                          |
| 7.                       | Daniel Felipe Martínez   | Ineos Grenadiers                   | 18 pts                   |                          |
| 8.                       | Remco Evenepoel          | Quick-Step Alpha Vinyl             | 17 pts                   |                          |
| 9.                       | Michele Gazzoli          | Astana Qazaqstan Team              | 17 pts                   |                          |
| 10.                      | Sergio Higuita           | Bora-Hansgrohe                     | 15 pts                   |                          |

### Classificação dos jovens
| Classificação dos jovens | Classificação dos jovens | Classificação dos jovens         | Classificação dos jovens | Classificação dos jovens |
| Ciclista                 | Ciclista                 | Equipe                           | Tempo                    |                          |
| ------------------------ | ------------------------ | -------------------------------- | ------------------------ | ------------------------ |
| 1.                       | Remco Evenepoel          | Quick-Step Alpha Vinyl           | 19h35m03s                |                          |
| 2.                       | Johannes Staune-Mittet   | Jumbo-Visma                      | + 11m32s                 |                          |
| 3.                       | Pedro Pinto              | Tavfer-Mortágua-Ovos Matinados   | + 12m05s                 |                          |
| 4.                       | António Ferreira         | Kelly-Simoldes-UDO               | + 26m10s                 |                          |
| 5.                       | Afonso Silva             | Kelly-Simoldes-UDO               | + 27m11s                 |                          |
| 6.                       | Vinicio Rodrigues        | Rádio Popular-Paredes-Boavista   | + 32m56s                 |                          |
| 7.                       | Michel Hessmann          | Jumbo-Visma                      | + 33m45s                 |                          |
| 8.                       | Hélder Gonçalves         | Kelly-Simoldes-UDO               | + 34m00s                 |                          |
| 9.                       | Rúben Simão              | LA Alumínios-Credibom-Marcos Car | + 39m19s                 |                          |
| 10.                      | Ben Tulett               | Ineos Grenadiers                 | + 39m51s                 |                          |

### Classificação por equipas
| Classificação por equipes | Classificação por equipes | Classificação por equipes | Classificação por equipes |
| Equipe                    | Equipe                    | Tempo                     |                           |
| ------------------------- | ------------------------- | ------------------------- | ------------------------- |
| 1.                        | Ineos Grenadiers          | 58h51m40s                 |                           |
| 2.                        | Arkéa-Samsic              | + 3m57s                   |                           |
| 3.                        | Groupama-FDJ              | + 6m26s                   |                           |
| 4.                        | Trek-Segafredo            | + 13m20s                  |                           |
| 5.                        | Jumbo-Visma               | + 14m27s                  |                           |

## Evolução das classificações
| Etapa                 | Vencedor              | Classificação geral | Classificação da montanha | Classificação dos pontos | Classificação dos jovens | Classificação por equipas |
| --------------------- | --------------------- | ------------------- | ------------------------- | ------------------------ | ------------------------ | ------------------------- |
| 1.ª                   | Fabio Jakobsen        | Fabio Jakobsen      | João Matias               | Fabio Jakobsen           | Remco Evenepoel          | Quick-Step Alpha Vinyl    |
| 2.ª                   | David Gaudu           | David Gaudu         | David Gaudu               | Fabio Jakobsen           | Remco Evenepoel          | Ineos Grenadiers          |
| 3.ª                   | Fabio Jakobsen        | David Gaudu         | João Matias               | Fabio Jakobsen           | Remco Evenepoel          | Ineos Grenadiers          |
| 4.ª                   | Remco Evenepoel       | Remco Evenepoel     | João Matias               | Fabio Jakobsen           | Remco Evenepoel          | Ineos Grenadiers          |
| 5.ª                   | Sergio Higuita        | Remco Evenepoel     | João Matias               | Fabio Jakobsen           | Remco Evenepoel          | Ineos Grenadiers          |
| Classificações finais | Classificações finais | Remco Evenepoel     | João Matias               | Fabio Jakobsen           | Remco Evenepoel          | Ineos Grenadiers          |

## Ciclistas participantes e posições finais
| Ineos Grenadiers IGD | Ineos Grenadiers IGD               | Ineos Grenadiers IGD |
| -------------------- | ---------------------------------- | -------------------- |
| Num                  | Ciclista                           | Pos                  |
| 1                    | Ethan Hayter (GBR) (CRI)           | 4.                   |
| 2                    | Jonathan Castroviejo (ESP)         | 29.                  |
| 3                    | Daniel Felipe Martínez (COL) (CRI) | 3.                   |
| 4                    | Thomas Pidcock (GBR)               | DNF-5                |
| 5                    | Geraint Thomas (GBR)               | 62.                  |
| 6                    | Ben Tulett (GBR)                   | 102.                 |
| 7                    | Dylan van Baarle (NED)             | 10.                  |

| Astana Qazaqstan Team AST | Astana Qazaqstan Team AST | Astana Qazaqstan Team AST |
| ------------------------- | ------------------------- | ------------------------- |
| Num                       | Ciclista                  | Pos                       |
| 11                        | Samuele Battistella (ITA) | DNF-5                     |
| 12                        | Javier Romo (ESP)         | DNF-5                     |
| 13                        | Leonardo Basso (ITA)      | 107.                      |
| 14                        | Joe Dombrowski (USA)      | 125.                      |
| 15                        | Michele Gazzoli (ITA)     | 96.                       |
| 16                        | Dmitriy Gruzdev (KAZ)     | 81.                       |
| 17                        | Davide Martinelli (ITA)   | 99.                       |

| Bora-Hansgrohe BOH | Bora-Hansgrohe BOH             | Bora-Hansgrohe BOH |
| ------------------ | ------------------------------ | ------------------ |
| Num                | Ciclista                       | Pos                |
| 21                 | Sergio Higuita (COL) (estrada) | 13.                |
| 22                 | Luis-Joe Lührs (GER)           | DNF-3              |
| 23                 | Jonas Koch (GER)               | 40.                |
| 24                 | Jordi Meeus (BEL)              | 116.               |
| 25                 | Anton Palzer (GER)             | 24.                |
| 26                 | Nils Politt (GER)              | NP-2               |
| 27                 | Lukas Pöstlberger (AUT)        | 95.                |

| Cofidis COF | Cofidis COF              | Cofidis COF |
| ----------- | ------------------------ | ----------- |
| Num         | Ciclista                 | Pos         |
| 31          | Ion Izagirre (ESP) (CRI) | DNF-2       |
| 32          | Jelle Wallays (BEL)      | NP-1        |
| 33          | Tom Bohli (SUI)          | 97.         |
| 34          | Davide Cimolai (ITA)     | 113.        |
| 35          | Bryan Coquard (FRA)      | 71.         |
| 36          | José Herrada (ESP)       | 20.         |
| 37          | André Carvalho (POR)     | 39.         |

| Groupama-FDJ GFC | Groupama-FDJ GFC        | Groupama-FDJ GFC |
| ---------------- | ----------------------- | ---------------- |
| Num              | Ciclista                | Pos              |
| 41               | David Gaudu (FRA)       | 5.               |
| 42               | Stefan Küng (SUI) (CRI) | 7.               |
| 43               | Olivier Le Gac (FRA)    | 44.              |
| 44               | Fabian Lienhard (SUI)   | 101.             |
| 45               | Attila Valter (HUN)     | 38.              |
| 46               | Lars van den Berg (NED) | DNF-2            |

| Intermarché-Wanty-Gobert Matériaux IWG | Intermarché-Wanty-Gobert Matériaux IWG | Intermarché-Wanty-Gobert Matériaux IWG |
| -------------------------------------- | -------------------------------------- | -------------------------------------- |
| Num                                    | Ciclista                               | Pos                                    |
| 51                                     | Sven Erik Bystrøm (NOR)                | 9.                                     |
| 52                                     | Loïc Vliegen (BEL)                     | 56.                                    |
| 53                                     | Aimé De Gendt (BEL)                    | 82.                                    |
| 54                                     | Alexander Kristoff (NOR)               | 98.                                    |
| 55                                     | Andrea Pasqualon (ITA)                 | NP-3                                   |
| 56                                     | Adrien Petit (FRA)                     | 64.                                    |
| 57                                     | Georg Zimmermann (GER)                 | 18.                                    |

| Jumbo-Visma TJV | Jumbo-Visma TJV              | Jumbo-Visma TJV |
| --------------- | ---------------------------- | --------------- |
| Num             | Ciclista                     | Pos             |
| 62              | Tobias Foss (NOR)            | 6.              |
| 63              | Robert Gesink (NED)          | 30.             |
| 64              | Michel Hessmann (GER)        | 87.             |
| 65              | Pascal Eenkhoorn (NED)       | 75.             |
| 66              | Johannes Staune-Mittet (NOR) | 32.             |

| Quick-Step Alpha Vinyl QST | Quick-Step Alpha Vinyl QST | Quick-Step Alpha Vinyl QST |
| -------------------------- | -------------------------- | -------------------------- |
| Num                        | Ciclista                   | Pos                        |
| 71                         | Kasper Asgreen (DEN)       | 79.                        |
| 72                         | Tim Declercq (BEL)         | NP-2                       |
| 73                         | Remco Evenepoel (BEL)      | 1.                         |
| 74                         | Fabio Jakobsen (NED)       | 129.                       |
| 75                         | Yves Lampaert (BEL)        | 83.                        |
| 76                         | Bert Van Lerberghe (BEL)   | 126.                       |
| 77                         | Louis Vervaeke (BEL)       | 35.                        |

| Trek-Segafredo TFS | Trek-Segafredo TFS      | Trek-Segafredo TFS |
| ------------------ | ----------------------- | ------------------ |
| Num                | Ciclista                | Pos                |
| 81                 | Filippo Baroncini (ITA) | DNF-1              |
| 82                 | Julien Bernard (FRA)    | 11.                |
| 83                 | Tony Gallopin (FRA)     | 14.                |
| 84                 | Daan Hoole (NED)        | 54.                |
| 85                 | Alexander Kamp (DEN)    | 115.               |
| 86                 | Juan Pedro López (ESP)  | 41.                |

| UAE Team Emirates UAD | UAE Team Emirates UAD       | UAE Team Emirates UAD |
| --------------------- | --------------------------- | --------------------- |
| Num                   | Ciclista                    | Pos                   |
| 91                    | Oliviero Troia (ITA)        | 117.                  |
| 92                    | Juan Sebastián Molano (COL) | DNF-1                 |
| 94                    | Brandon McNulty (USA)       | 2.                    |
| 95                    | Ivo Oliveira (POR)          | 84.                   |
| 96                    | Rui Oliveira (POR)          | 31.                   |

| Alpecin-Fenix AFC | Alpecin-Fenix AFC     | Alpecin-Fenix AFC |
| ----------------- | --------------------- | ----------------- |
| Num               | Ciclista              | Pos               |
| 101               | Tim Merlier (BEL)     | 114.              |
| 102               | Michael Gogl (AUT)    | 17.               |
| 103               | Xandro Meurisse (BEL) | 21.               |
| 104               | Tobias Bayer (AUT)    | 61.               |
| 105               | Oscar Riesebeek (NED) | DNF-5             |
| 106               | Jay Vine (AUS)        | 68.               |
| 107               | Dries De Bondt (BEL)  | 93.               |

| Caja Rural-Seguros RGA CJR | Caja Rural-Seguros RGA CJR | Caja Rural-Seguros RGA CJR |
| -------------------------- | -------------------------- | -------------------------- |
| Num                        | Ciclista                   | Pos                        |
| 111                        | Jonathan Lastra (ESP)      | NP-3                       |
| 112                        | Eduard Prades (ESP)        | 36.                        |
| 113                        | Michal Schlegel (CZE)      | DNF-3                      |
| 114                        | Jhojan García (COL)        | 63.                        |
| 115                        | Iúri Leitão (POR)          | DNF-5                      |
| 116                        | Jokin Murguialday (ESP)    | 119.                       |
| 117                        | Joel Nicolau (ESP)         | 23.                        |

| Euskaltel-Euskadi EUS | Euskaltel-Euskadi EUS  | Euskaltel-Euskadi EUS |
| --------------------- | ---------------------- | --------------------- |
| Num                   | Ciclista               | Pos                   |
| 121                   | Unai Iribar (ESP)      | 49.                   |
| 122                   | Xabier Azparren (ESP)  | 16.                   |
| 123                   | Unai Cuadrado (ESP)    | DNF-5                 |
| 124                   | Txomin Juaristi (ESP)  | 48.                   |
| 125                   | Iker Ballarin (ESP)    | 121.                  |
| 126                   | Asier Etxeberria (ESP) | 51.                   |
| 127                   | Juan José Lobato (ESP) | DNF-5                 |

| Human Powered Health HPM | Human Powered Health HPM | Human Powered Health HPM |
| ------------------------ | ------------------------ | ------------------------ |
| Num                      | Ciclista                 | Pos                      |
| 133                      | August Jensen (NOR)      | 69.                      |
| 134                      | Colin Joyce (USA)        | 118.                     |
| 135                      | Wessel Krul (NED)        | NP-1                     |
| 136                      | Kyle Murphy (USA)        | 42.                      |
| 137                      | Nickolas Zukowsky (CAN)  | 111.                     |

| Arkéa-Samsic ARK | Arkéa-Samsic ARK         | Arkéa-Samsic ARK |
| ---------------- | ------------------------ | ---------------- |
| Num              | Ciclista                 | Pos              |
| 141              | Warren Barguil (FRA)     | 15.              |
| 142              | Thibault Guernalec (FRA) | 8.               |
| 143              | Simon Guglielmi (FRA)    | 25.              |
| 144              | Hugo Hofstetter (FRA)    | 52.              |
| 145              | Anthony Delaplace (FRA)  | 60.              |
| 146              | Clément Russo (FRA)      | 37.              |
| 147              | Connor Swift (GBR)       | 12.              |

| ABTF Betão-Feirense CDF | ABTF Betão-Feirense CDF   | ABTF Betão-Feirense CDF |
| ----------------------- | ------------------------- | ----------------------- |
| Num                     | Ciclista                  | Pos                     |
| 151                     | André Cardoso (POR)       | 74.                     |
| 152                     | Fábio Oliveira (POR)      | DNF-5                   |
| 153                     | Francisco Pereira (POR)   | 133.                    |
| 154                     | Ivo Pinheiro (POR)        | 58.                     |
| 155                     | Micael Isidoro (POR)      | DNF                     |
| 156                     | Venceslau Fernandes (POR) | 90.                     |
| 157                     | Márcio Barbosa (POR)      | 94.                     |

| Atum General-Tavira-Maria Nova Hotel ATM | Atum General-Tavira-Maria Nova Hotel ATM | Atum General-Tavira-Maria Nova Hotel ATM |
| ---------------------------------------- | ---------------------------------------- | ---------------------------------------- |
| Num                                      | Ciclista                                 | Pos                                      |
| 161                                      | Emanuel Duarte (POR)                     | 50.                                      |
| 162                                      | Alejandro Marque (ESP)                   | DNF-5                                    |
| 163                                      | Alexander Grigoriev (RUS)                | 80.                                      |
| 164                                      | Álvaro Trueba (ESP)                      | 59.                                      |
| 165                                      | Rafael Lourenço (POR)                    | 86.                                      |
| 166                                      | Delio Fernández (ESP)                    | 57.                                      |
| 167                                      | David Livramento (POR)                   | 110.                                     |

| Aviludo-Louletano-Loulé Concelho AVL | Aviludo-Louletano-Loulé Concelho AVL | Aviludo-Louletano-Loulé Concelho AVL |
| ------------------------------------ | ------------------------------------ | ------------------------------------ |
| Num                                  | Ciclista                             | Pos                                  |
| 171                                  | Carlos Oyarzun (CHI)                 | 76.                                  |
| 172                                  | Vicente García de Mateos (ESP)       | 19.                                  |
| 173                                  | Jesús del Pino (ESP)                 | 91.                                  |
| 174                                  | José Mendes (POR)                    | 112.                                 |
| 175                                  | Tomás Contte (ARG)                   | 72.                                  |
| 176                                  | Rui Rodrigues (POR)                  |                                      |
| 177                                  | Nahuel D'Aquila (ARG)                | DNF-5                                |

| Efapel Cycling EFL | Efapel Cycling EFL     | Efapel Cycling EFL |
| ------------------ | ---------------------- | ------------------ |
| Num                | Ciclista               | Pos                |
| 181                | Pedro Andrade (POR)    | DNF-5              |
| 182                | Tiago Antunes (POR)    | 26.                |
| 183                | João Benta (POR)       | 45.                |
| 184                | Francisco Campos (POR) | DNF-1              |
| 185                | Gaspar Gonçalves (POR) | 53.                |
| 186                | Fábio Fernandes (POR)  | DNF-5              |
| 187                | Rafael Silva (POR)     | 92.                |

| Glassdrive-Q8-Anicolor GCT | Glassdrive-Q8-Anicolor GCT | Glassdrive-Q8-Anicolor GCT |
| -------------------------- | -------------------------- | -------------------------- |
| Num                        | Ciclista                   | Pos                        |
| 191                        | Frederico Figueiredo (POR) | 28.                        |
| 192                        | Javier Moreno (ESP)        | 130.                       |
| 193                        | Fabio Costa (POR)          | 109.                       |
| 194                        | Héctor Benito Sáez (ESP)   | DNF-5                      |
| 195                        | Pedro Silva (POR)          | 105.                       |
| 196                        | Afonso Eulálio (POR)       | DNF-5                      |
| 197                        | Rafael Reis (POR)          | DNF-5                      |

| Kelly-Simoldes-UDO KSU | Kelly-Simoldes-UDO KSU | Kelly-Simoldes-UDO KSU |
| ---------------------- | ---------------------- | ---------------------- |
| Num                    | Ciclista               | Pos                    |
| 201                    | Luís Gomes (POR)       | 34.                    |
| 202                    | César Fonte (POR)      | 73.                    |
| 203                    | Tiago Leal (POR)       | 89.                    |
| 204                    | Daniel Dias (POR)      | 127.                   |
| 205                    | Hélder Gonçalves (POR) | 88.                    |
| 206                    | Afonso Silva (POR)     | 70.                    |
| 207                    | António Ferreira (POR) | 66.                    |

| LA Alumínios-Credibom-Marcos Car LAA | LA Alumínios-Credibom-Marcos Car LAA | LA Alumínios-Credibom-Marcos Car LAA |
| ------------------------------------ | ------------------------------------ | ------------------------------------ |
| Num                                  | Ciclista                             | Pos                                  |
| 211                                  | André Ramalho (POR)                  | 77.                                  |
| 212                                  | Gonçalo Leaça (POR)                  | 103.                                 |
| 213                                  | João Medeiros (POR)                  | 108.                                 |
| 214                                  | João Macedo (POR)                    | 104.                                 |
| 215                                  | Raul Ribeiro (POR)                   | 132.                                 |
| 216                                  | Rodrigo Caixas (POR)                 | DNF-5                                |
| 217                                  | Rúben Simão (POR)                    | 100.                                 |

| Rádio Popular-Paredes-Boavista RPB | Rádio Popular-Paredes-Boavista RPB | Rádio Popular-Paredes-Boavista RPB |
| ---------------------------------- | ---------------------------------- | ---------------------------------- |
| Num                                | Ciclista                           | Pos                                |
| 221                                | Luís Felipe Fernandes (POR)        | DNF-5                              |
| 222                                | Daniel Freitas (POR)               | 47.                                |
| 223                                | Pedro Miguel Lopes (POR)           | 78.                                |
| 224                                | César Martingil (POR)              | 131.                               |
| 225                                | Hugo Nunes (POR)                   | DNF-5                              |
| 226                                | Tiago Machado (POR)                | 27.                                |
| 227                                | Vinicio Rodrigues (POR)            | 85.                                |

| Tavfer-Mortágua-Ovos Matinados TAV | Tavfer-Mortágua-Ovos Matinados TAV | Tavfer-Mortágua-Ovos Matinados TAV |
| ---------------------------------- | ---------------------------------- | ---------------------------------- |
| Num                                | Ciclista                           | Pos                                |
| 231                                | Gonçalo Carvalho (POR)             | 67.                                |
| 232                                | João Matias (POR)                  | 128.                               |
| 233                                | Pedro Pinto (POR)                  | 33.                                |
| 234                                | Rui Carvalho (POR)                 | 122.                               |
| 235                                | Ángel Sánchez Rebollido (ESP)      | 124.                               |
| 236                                | Leangel Linarez (VEN)              | 123.                               |
| 237                                | Nicolás Sáenz (COL)                | 106.                               |

| W52-FC Porto W52 | W52-FC Porto W52               | W52-FC Porto W52 |
| ---------------- | ------------------------------ | ---------------- |
| Num              | Ciclista                       | Pos              |
| 241              | Ricardo Vilela (POR)           | 22.              |
| 242              | Ricardo Mestre (POR)           | DNF-1            |
| 243              | Daniel Mestre (POR)            | 55.              |
| 244              | José Gonçalves (POR)           | 65.              |
| 245              | José Fernandes (POR) (estrada) | 46.              |
| 246              | Amaro Antunes (POR)            | 43.              |
| 247              | Samuel Caldeira (POR)          | 120.             |

| Ineos Grenadiers IGD | Ineos Grenadiers IGD               | Ineos Grenadiers IGD |
| -------------------- | ---------------------------------- | -------------------- |
| Num                  | Ciclista                           | Pos                  |
| 1                    | Ethan Hayter (GBR) (CRI)           | 4.                   |
| 2                    | Jonathan Castroviejo (ESP)         | 29.                  |
| 3                    | Daniel Felipe Martínez (COL) (CRI) | 3.                   |
| 4                    | Thomas Pidcock (GBR)               | DNF-5                |
| 5                    | Geraint Thomas (GBR)               | 62.                  |
| 6                    | Ben Tulett (GBR)                   | 102.                 |
| 7                    | Dylan van Baarle (NED)             | 10.                  |

| Astana Qazaqstan Team AST | Astana Qazaqstan Team AST | Astana Qazaqstan Team AST |
| ------------------------- | ------------------------- | ------------------------- |
| Num                       | Ciclista                  | Pos                       |
| 11                        | Samuele Battistella (ITA) | DNF-5                     |
| 12                        | Javier Romo (ESP)         | DNF-5                     |
| 13                        | Leonardo Basso (ITA)      | 107.                      |
| 14                        | Joe Dombrowski (USA)      | 125.                      |
| 15                        | Michele Gazzoli (ITA)     | 96.                       |
| 16                        | Dmitriy Gruzdev (KAZ)     | 81.                       |
| 17                        | Davide Martinelli (ITA)   | 99.                       |

| Bora-Hansgrohe BOH | Bora-Hansgrohe BOH             | Bora-Hansgrohe BOH |
| ------------------ | ------------------------------ | ------------------ |
| Num                | Ciclista                       | Pos                |
| 21                 | Sergio Higuita (COL) (estrada) | 13.                |
| 22                 | Luis-Joe Lührs (GER)           | DNF-3              |
| 23                 | Jonas Koch (GER)               | 40.                |
| 24                 | Jordi Meeus (BEL)              | 116.               |
| 25                 | Anton Palzer (GER)             | 24.                |
| 26                 | Nils Politt (GER)              | NP-2               |
| 27                 | Lukas Pöstlberger (AUT)        | 95.                |

| Cofidis COF | Cofidis COF              | Cofidis COF |
| ----------- | ------------------------ | ----------- |
| Num         | Ciclista                 | Pos         |
| 31          | Ion Izagirre (ESP) (CRI) | DNF-2       |
| 32          | Jelle Wallays (BEL)      | NP-1        |
| 33          | Tom Bohli (SUI)          | 97.         |
| 34          | Davide Cimolai (ITA)     | 113.        |
| 35          | Bryan Coquard (FRA)      | 71.         |
| 36          | José Herrada (ESP)       | 20.         |
| 37          | André Carvalho (POR)     | 39.         |

| Groupama-FDJ GFC | Groupama-FDJ GFC        | Groupama-FDJ GFC |
| ---------------- | ----------------------- | ---------------- |
| Num              | Ciclista                | Pos              |
| 41               | David Gaudu (FRA)       | 5.               |
| 42               | Stefan Küng (SUI) (CRI) | 7.               |
| 43               | Olivier Le Gac (FRA)    | 44.              |
| 44               | Fabian Lienhard (SUI)   | 101.             |
| 45               | Attila Valter (HUN)     | 38.              |
| 46               | Lars van den Berg (NED) | DNF-2            |

| Intermarché-Wanty-Gobert Matériaux IWG | Intermarché-Wanty-Gobert Matériaux IWG | Intermarché-Wanty-Gobert Matériaux IWG |
| -------------------------------------- | -------------------------------------- | -------------------------------------- |
| Num                                    | Ciclista                               | Pos                                    |
| 51                                     | Sven Erik Bystrøm (NOR)                | 9.                                     |
| 52                                     | Loïc Vliegen (BEL)                     | 56.                                    |
| 53                                     | Aimé De Gendt (BEL)                    | 82.                                    |
| 54                                     | Alexander Kristoff (NOR)               | 98.                                    |
| 55                                     | Andrea Pasqualon (ITA)                 | NP-3                                   |
| 56                                     | Adrien Petit (FRA)                     | 64.                                    |
| 57                                     | Georg Zimmermann (GER)                 | 18.                                    |

| Jumbo-Visma TJV | Jumbo-Visma TJV              | Jumbo-Visma TJV |
| --------------- | ---------------------------- | --------------- |
| Num             | Ciclista                     | Pos             |
| 62              | Tobias Foss (NOR)            | 6.              |
| 63              | Robert Gesink (NED)          | 30.             |
| 64              | Michel Hessmann (GER)        | 87.             |
| 65              | Pascal Eenkhoorn (NED)       | 75.             |
| 66              | Johannes Staune-Mittet (NOR) | 32.             |

| Quick-Step Alpha Vinyl QST | Quick-Step Alpha Vinyl QST | Quick-Step Alpha Vinyl QST |
| -------------------------- | -------------------------- | -------------------------- |
| Num                        | Ciclista                   | Pos                        |
| 71                         | Kasper Asgreen (DEN)       | 79.                        |
| 72                         | Tim Declercq (BEL)         | NP-2                       |
| 73                         | Remco Evenepoel (BEL)      | 1.                         |
| 74                         | Fabio Jakobsen (NED)       | 129.                       |
| 75                         | Yves Lampaert (BEL)        | 83.                        |
| 76                         | Bert Van Lerberghe (BEL)   | 126.                       |
| 77                         | Louis Vervaeke (BEL)       | 35.                        |

| Trek-Segafredo TFS | Trek-Segafredo TFS      | Trek-Segafredo TFS |
| ------------------ | ----------------------- | ------------------ |
| Num                | Ciclista                | Pos                |
| 81                 | Filippo Baroncini (ITA) | DNF-1              |
| 82                 | Julien Bernard (FRA)    | 11.                |
| 83                 | Tony Gallopin (FRA)     | 14.                |
| 84                 | Daan Hoole (NED)        | 54.                |
| 85                 | Alexander Kamp (DEN)    | 115.               |
| 86                 | Juan Pedro López (ESP)  | 41.                |

| UAE Team Emirates UAD | UAE Team Emirates UAD       | UAE Team Emirates UAD |
| --------------------- | --------------------------- | --------------------- |
| Num                   | Ciclista                    | Pos                   |
| 91                    | Oliviero Troia (ITA)        | 117.                  |
| 92                    | Juan Sebastián Molano (COL) | DNF-1                 |
| 94                    | Brandon McNulty (USA)       | 2.                    |
| 95                    | Ivo Oliveira (POR)          | 84.                   |
| 96                    | Rui Oliveira (POR)          | 31.                   |

| Alpecin-Fenix AFC | Alpecin-Fenix AFC     | Alpecin-Fenix AFC |
| ----------------- | --------------------- | ----------------- |
| Num               | Ciclista              | Pos               |
| 101               | Tim Merlier (BEL)     | 114.              |
| 102               | Michael Gogl (AUT)    | 17.               |
| 103               | Xandro Meurisse (BEL) | 21.               |
| 104               | Tobias Bayer (AUT)    | 61.               |
| 105               | Oscar Riesebeek (NED) | DNF-5             |
| 106               | Jay Vine (AUS)        | 68.               |
| 107               | Dries De Bondt (BEL)  | 93.               |

| Caja Rural-Seguros RGA CJR | Caja Rural-Seguros RGA CJR | Caja Rural-Seguros RGA CJR |
| -------------------------- | -------------------------- | -------------------------- |
| Num                        | Ciclista                   | Pos                        |
| 111                        | Jonathan Lastra (ESP)      | NP-3                       |
| 112                        | Eduard Prades (ESP)        | 36.                        |
| 113                        | Michal Schlegel (CZE)      | DNF-3                      |
| 114                        | Jhojan García (COL)        | 63.                        |
| 115                        | Iúri Leitão (POR)          | DNF-5                      |
| 116                        | Jokin Murguialday (ESP)    | 119.                       |
| 117                        | Joel Nicolau (ESP)         | 23.                        |

| Euskaltel-Euskadi EUS | Euskaltel-Euskadi EUS  | Euskaltel-Euskadi EUS |
| --------------------- | ---------------------- | --------------------- |
| Num                   | Ciclista               | Pos                   |
| 121                   | Unai Iribar (ESP)      | 49.                   |
| 122                   | Xabier Azparren (ESP)  | 16.                   |
| 123                   | Unai Cuadrado (ESP)    | DNF-5                 |
| 124                   | Txomin Juaristi (ESP)  | 48.                   |
| 125                   | Iker Ballarin (ESP)    | 121.                  |
| 126                   | Asier Etxeberria (ESP) | 51.                   |
| 127                   | Juan José Lobato (ESP) | DNF-5                 |

| Human Powered Health HPM | Human Powered Health HPM | Human Powered Health HPM |
| ------------------------ | ------------------------ | ------------------------ |
| Num                      | Ciclista                 | Pos                      |
| 133                      | August Jensen (NOR)      | 69.                      |
| 134                      | Colin Joyce (USA)        | 118.                     |
| 135                      | Wessel Krul (NED)        | NP-1                     |
| 136                      | Kyle Murphy (USA)        | 42.                      |
| 137                      | Nickolas Zukowsky (CAN)  | 111.                     |

| Arkéa-Samsic ARK | Arkéa-Samsic ARK         | Arkéa-Samsic ARK |
| ---------------- | ------------------------ | ---------------- |
| Num              | Ciclista                 | Pos              |
| 141              | Warren Barguil (FRA)     | 15.              |
| 142              | Thibault Guernalec (FRA) | 8.               |
| 143              | Simon Guglielmi (FRA)    | 25.              |
| 144              | Hugo Hofstetter (FRA)    | 52.              |
| 145              | Anthony Delaplace (FRA)  | 60.              |
| 146              | Clément Russo (FRA)      | 37.              |
| 147              | Connor Swift (GBR)       | 12.              |

| ABTF Betão-Feirense CDF | ABTF Betão-Feirense CDF   | ABTF Betão-Feirense CDF |
| ----------------------- | ------------------------- | ----------------------- |
| Num                     | Ciclista                  | Pos                     |
| 151                     | André Cardoso (POR)       | 74.                     |
| 152                     | Fábio Oliveira (POR)      | DNF-5                   |
| 153                     | Francisco Pereira (POR)   | 133.                    |
| 154                     | Ivo Pinheiro (POR)        | 58.                     |
| 155                     | Micael Isidoro (POR)      | DNF                     |
| 156                     | Venceslau Fernandes (POR) | 90.                     |
| 157                     | Márcio Barbosa (POR)      | 94.                     |

| Atum General-Tavira-Maria Nova Hotel ATM | Atum General-Tavira-Maria Nova Hotel ATM | Atum General-Tavira-Maria Nova Hotel ATM |
| ---------------------------------------- | ---------------------------------------- | ---------------------------------------- |
| Num                                      | Ciclista                                 | Pos                                      |
| 161                                      | Emanuel Duarte (POR)                     | 50.                                      |
| 162                                      | Alejandro Marque (ESP)                   | DNF-5                                    |
| 163                                      | Alexander Grigoriev (RUS)                | 80.                                      |
| 164                                      | Álvaro Trueba (ESP)                      | 59.                                      |
| 165                                      | Rafael Lourenço (POR)                    | 86.                                      |
| 166                                      | Delio Fernández (ESP)                    | 57.                                      |
| 167                                      | David Livramento (POR)                   | 110.                                     |

| Aviludo-Louletano-Loulé Concelho AVL | Aviludo-Louletano-Loulé Concelho AVL | Aviludo-Louletano-Loulé Concelho AVL |
| ------------------------------------ | ------------------------------------ | ------------------------------------ |
| Num                                  | Ciclista                             | Pos                                  |
| 171                                  | Carlos Oyarzun (CHI)                 | 76.                                  |
| 172                                  | Vicente García de Mateos (ESP)       | 19.                                  |
| 173                                  | Jesús del Pino (ESP)                 | 91.                                  |
| 174                                  | José Mendes (POR)                    | 112.                                 |
| 175                                  | Tomás Contte (ARG)                   | 72.                                  |
| 176                                  | Rui Rodrigues (POR)                  |                                      |
| 177                                  | Nahuel D'Aquila (ARG)                | DNF-5                                |

| Efapel Cycling EFL | Efapel Cycling EFL     | Efapel Cycling EFL |
| ------------------ | ---------------------- | ------------------ |
| Num                | Ciclista               | Pos                |
| 181                | Pedro Andrade (POR)    | DNF-5              |
| 182                | Tiago Antunes (POR)    | 26.                |
| 183                | João Benta (POR)       | 45.                |
| 184                | Francisco Campos (POR) | DNF-1              |
| 185                | Gaspar Gonçalves (POR) | 53.                |
| 186                | Fábio Fernandes (POR)  | DNF-5              |
| 187                | Rafael Silva (POR)     | 92.                |

| Glassdrive-Q8-Anicolor GCT | Glassdrive-Q8-Anicolor GCT | Glassdrive-Q8-Anicolor GCT |
| -------------------------- | -------------------------- | -------------------------- |
| Num                        | Ciclista                   | Pos                        |
| 191                        | Frederico Figueiredo (POR) | 28.                        |
| 192                        | Javier Moreno (ESP)        | 130.                       |
| 193                        | Fabio Costa (POR)          | 109.                       |
| 194                        | Héctor Benito Sáez (ESP)   | DNF-5                      |
| 195                        | Pedro Silva (POR)          | 105.                       |
| 196                        | Afonso Eulálio (POR)       | DNF-5                      |
| 197                        | Rafael Reis (POR)          | DNF-5                      |

| Kelly-Simoldes-UDO KSU | Kelly-Simoldes-UDO KSU | Kelly-Simoldes-UDO KSU |
| ---------------------- | ---------------------- | ---------------------- |
| Num                    | Ciclista               | Pos                    |
| 201                    | Luís Gomes (POR)       | 34.                    |
| 202                    | César Fonte (POR)      | 73.                    |
| 203                    | Tiago Leal (POR)       | 89.                    |
| 204                    | Daniel Dias (POR)      | 127.                   |
| 205                    | Hélder Gonçalves (POR) | 88.                    |
| 206                    | Afonso Silva (POR)     | 70.                    |
| 207                    | António Ferreira (POR) | 66.                    |

| LA Alumínios-Credibom-Marcos Car LAA | LA Alumínios-Credibom-Marcos Car LAA | LA Alumínios-Credibom-Marcos Car LAA |
| ------------------------------------ | ------------------------------------ | ------------------------------------ |
| Num                                  | Ciclista                             | Pos                                  |
| 211                                  | André Ramalho (POR)                  | 77.                                  |
| 212                                  | Gonçalo Leaça (POR)                  | 103.                                 |
| 213                                  | João Medeiros (POR)                  | 108.                                 |
| 214                                  | João Macedo (POR)                    | 104.                                 |
| 215                                  | Raul Ribeiro (POR)                   | 132.                                 |
| 216                                  | Rodrigo Caixas (POR)                 | DNF-5                                |
| 217                                  | Rúben Simão (POR)                    | 100.                                 |

| Rádio Popular-Paredes-Boavista RPB | Rádio Popular-Paredes-Boavista RPB | Rádio Popular-Paredes-Boavista RPB |
| ---------------------------------- | ---------------------------------- | ---------------------------------- |
| Num                                | Ciclista                           | Pos                                |
| 221                                | Luís Felipe Fernandes (POR)        | DNF-5                              |
| 222                                | Daniel Freitas (POR)               | 47.                                |
| 223                                | Pedro Miguel Lopes (POR)           | 78.                                |
| 224                                | César Martingil (POR)              | 131.                               |
| 225                                | Hugo Nunes (POR)                   | DNF-5                              |
| 226                                | Tiago Machado (POR)                | 27.                                |
| 227                                | Vinicio Rodrigues (POR)            | 85.                                |

| Tavfer-Mortágua-Ovos Matinados TAV | Tavfer-Mortágua-Ovos Matinados TAV | Tavfer-Mortágua-Ovos Matinados TAV |
| ---------------------------------- | ---------------------------------- | ---------------------------------- |
| Num                                | Ciclista                           | Pos                                |
| 231                                | Gonçalo Carvalho (POR)             | 67.                                |
| 232                                | João Matias (POR)                  | 128.                               |
| 233                                | Pedro Pinto (POR)                  | 33.                                |
| 234                                | Rui Carvalho (POR)                 | 122.                               |
| 235                                | Ángel Sánchez Rebollido (ESP)      | 124.                               |
| 236                                | Leangel Linarez (VEN)              | 123.                               |
| 237                                | Nicolás Sáenz (COL)                | 106.                               |

| W52-FC Porto W52 | W52-FC Porto W52               | W52-FC Porto W52 |
| ---------------- | ------------------------------ | ---------------- |
| Num              | Ciclista                       | Pos              |
| 241              | Ricardo Vilela (POR)           | 22.              |
| 242              | Ricardo Mestre (POR)           | DNF-1            |
| 243              | Daniel Mestre (POR)            | 55.              |
| 244              | José Gonçalves (POR)           | 65.              |
| 245              | José Fernandes (POR) (estrada) | 46.              |
| 246              | Amaro Antunes (POR)            | 43.              |
| 247              | Samuel Caldeira (POR)          | 120.             |

Convenções:
- AB-N: Abandono na etapa "N"
- FLT-N: Retiro por chegada fora do limite de tempo na etapa "N"
- NTS-N: Não tomou a saída para a etapa "N"
- DES-N: Desclassificado ou expulsado na etapa "N"

## UCI World Ranking
A Volta ao Algarve outorgou pontos para o UCI World Ranking para corredores das equipas nas categorias UCI WorldTeam, UCI ProTeam e Continental. As seguintes tabelas são o barómetro de pontuação e os dez corredores que obtiveram mais pontos:
| Posição             | 1.º | 2.º | 3.º | 4.º | 5.º | 6.º | 7.º | 8.º | 9.º | 10.º | 11.º | 12.º | 13.º | 14.º | 15.º | 16.º-30.º | 31.º-40.º |
| Classificação geral | 200 | 150 | 125 | 100 | 85  | 70  | 60  | 50  | 40  | 35   | 30   | 25   | 20   | 15   | 10   | 5         | 3         |
| Por etapa           | 20  | 10  | 5   |     |     |     |     |     |     |      |      |      |      |      |      |           |           |
| Líder               | 5   |     |     |     |     |     |     |     |     |      |      |      |      |      |      |           |           |

| Classificação |                        |                                    |       |       |       |       |
| Posição       | Ciclista               | Equipa                             | Geral | Etapa | Líder | Total |
| ------------- | ---------------------- | ---------------------------------- | ----- | ----- | ----- | ----- |
| 1.º           | Remco Evenepoel        | Quick-Step Alpha Vinyl             | 200   | 20    | 5     | 225   |
| 2.º           | Brandon McNulty        | UAE Emirates                       | 150   | 5     | -     | 155   |
| 3.º           | Daniel Felipe Martínez | Ineos Grenadiers                   | 125   | 10    | -     | 135   |
| 4.º           | David Gaudu            | Groupama-FDJ                       | 85    | 20    | 10    | 115   |
| 5.º           | Ethan Hayter           | Ineos Grenadiers                   | 100   | 10    | -     | 110   |
| 6.º           | Tobias Foss            | Jumbo-Visma                        | 70    | -     | -     | 70    |
| 7.º           | Stefan Küng            | Groupama-FDJ                       | 60    | 10    | -     | 70    |
| 8.º           | Thibault Guernalec     | Arkéa Samsic                       | 50    | -     | -     | 50    |
| 9.º           | Fabio Jakobsen         | Quick-Step Alpha Vinyl             | -     | 40    | 5     | 45    |
| 10.º          | Sven Erik Bystrøm      | Intermarché-Wanty-Gobert Matériaux | 40    | -     | -     | 40    |